# Richmond Group
Richmond Group (англ. The Richmond Group) — группа американских художников-ипрессионистов из города Ричмонд, штат Индиана, также известная как Richmond School.
Художники этой группы работали в Ричмонде с конца XIX века до середины XX века. Не имея в городе формальной художественной организации, участники группы создали ассоциацию Art Association of Richmond, на основе которой был впоследствии образован Художественный музей Ричмонда (1898 год).
Неполный список художников, принимавших участие в Richmond Group:
| - Банди, Джон - Бейкер, Джордж - Браун, Фрэнсис - Charles H. Clawson - Charles Conner - Maude Kaufman Eggemeyer - Edgar Forkner - Frank J. Girardin | - Albert W. Gregg - William A. Holly - Lawrence McConaha - Ellwood Morris - Anna M. Newman - Micajah T. Nordyke - Alden Mote - John Albert Seaford |

- Некоторые работы Richmond Group
- Джон Банди, After the Rain, около 1897
- Джон Банди, Autumn Tones, 1909
- Джордж Бейкер, Apple Blossoms
- Джордж Бейкер, Winter Landscape